# 新古毛
新古毛是馬來西亞雪蘭莪州乌鲁雪兰莪县的一个巫金也是一小镇，居民多为华人。新古毛市镇的发展采用田园城市（Garden City）设计，也是东南亚唯一的田园城市。

## 历史

### 名称来源
『新古毛』这个名称源自于马来文Kuala Kubu，中文叫 作“古毛”。1869年至1874年爆发雪州內战，当时的马来酋长赛马苏（Syed Masyor）和华人联军张昌，与吉打王子东姑古丁（Tengku Kudin）和叶亚来的联军起冲突，而为防御敌军，赛马苏于1872年在古毛建堡垒（堡垒在马来语中为Kubu），战后这座堡垒被留下，而堡垒又建在河口上，所以Kuala Kubu（古毛）因而得名，意为“河口上的城堡”。至于中文名“古毛”，则是客家话Kubu的谐音，因当时多数居住在这里的华人为惠州客家人。

### 初期
古毛坐落于雪兰莪河流域，位于勒宁河（Sungai Rening）与古毛河（Sungai Kubu）交汇的河口上。因其地理位置优越，在19世纪末就已崛起为雪兰莪河的主要城镇。1883年，乌鲁雪兰莪县（Ulu Selangor）由英殖民政府成立并任命古毛为县城，当时古毛也是县内最重要的锡矿产地。也因为如此，古毛吸引了叶亚来、陆佑等人前来采矿。也有一些高州人前来这里开垦、割胶和伐木。
叶亚来曾经在古毛拥有占地75英亩的锡矿场。1892年，为了方便运输锡矿，叶亚来在吉隆坡和古毛之间,兴建铁道。1898年，他也在古毛和彭亨立卑之间建立畜力车道。这时，古毛成为了仅次于吉隆坡之母雪兰莪州内第二大城。

### 大水灾
然而，一场豪雨在1883年淹没了古毛镇。而事后，英殖民政府便在原地重建古毛镇。43年后即1926年，一场豪雨使得位于上流的古毛河水坝决堤，引发大水灾，并冲毁了千余间房子，夺走了许多宝贵的人命。
传说古毛河水坝有一条白鳄，是水坝的“守护者”，也是当地居民敬仰的“神兽”。但当时的英国人乌雪县长塞西尔朗金(Cecil Ranking)却不相信有此一说，再当地人的强烈反对下仍然执意射杀那只白鳄。之后，天空行雷闪电，下起滂沱大雨使水坝决堤，水汹涌地往古毛镇冲来淹没下游的居住区。
翌日，村民在当地寻获33具尸体并包括塞西尔的尸体，但他的尸体却是高挂在树上的。另有一说他死不见尸，只剩下一只断手。在他的坟墓还有一段字『Here lies the hand of Sir Cecil Ranking』，但后来随着迁墓，这行字便消失了。
不过，古毛盛产鳄鱼是事实。在客家话中,“鳄”和“岳”同音，至今还可在镇内找到一座岳山，山上还有古庙和观音阁。
岳山古庙于1895年创立，原为仙四师爷庙。岳山观音阁则是于1904年创立，是槟城极乐寺的分院。当地人在水坝决堤时因涌上位于高坡的观音阁而避过被水冲走。

### 重建
在这之后，乌雪县的行政机关暂时迁往叻思。古毛人则搬去椰园、巴也达南(Paya Dalam)及叻思等地势高的地方居住。
至于此前的古毛,当地华人居民一般称为“老古毛”，而马来人则称为Ampang Pecah,意即“水坝破裂”。
在水坝决堤后，英殖民政府因经济利益考量，选择在原地规划兴建旧古毛。但是，因锡矿关系使新古毛和福隆港之间的土地被过度开发。因此，每当雨季沙泥和雨水都会流向旧古毛，导致旧古毛每年发生2至3次的大水灾，而整个城镇也逐渐被沙泥淹没。
最终，于1921年，英殖民政府宣布『放弃』旧古毛，並要当地居民撤离。惟当时还是有许多锡矿业者和商家继续留守。截至1940年代，旧古毛才被完全淹没在约10公尺深的泥土中。直至80年代才旧古毛重新发展，但遗迹还埋在土里。
1931年，英国在古毛原址附近建立新镇，并名为『新古毛』（Kuala Kubu Bharu）。它成为乌雪县新的行政中心，并是通往吉隆坡、霹雳州和彭亨州的枢纽。它由英国规划师查尔斯里德于1924年至1926年之间将新古毛策划为『田园城市』。

### 二战后
世界二战后，古毛是继双文丹之后，马来西亚共产党在县内最活跃的地点。因此，英殖民政府于1948年发布紧急状态将居住于郊区的华人迁入新古毛新村，村内以客家人为主。
1970年代以后,随着马来西亚锡矿业没落和南北大道开通使得从北马不再需要经过这里，新古毛这个城镇便慢慢变得寂静起来。

## 教育

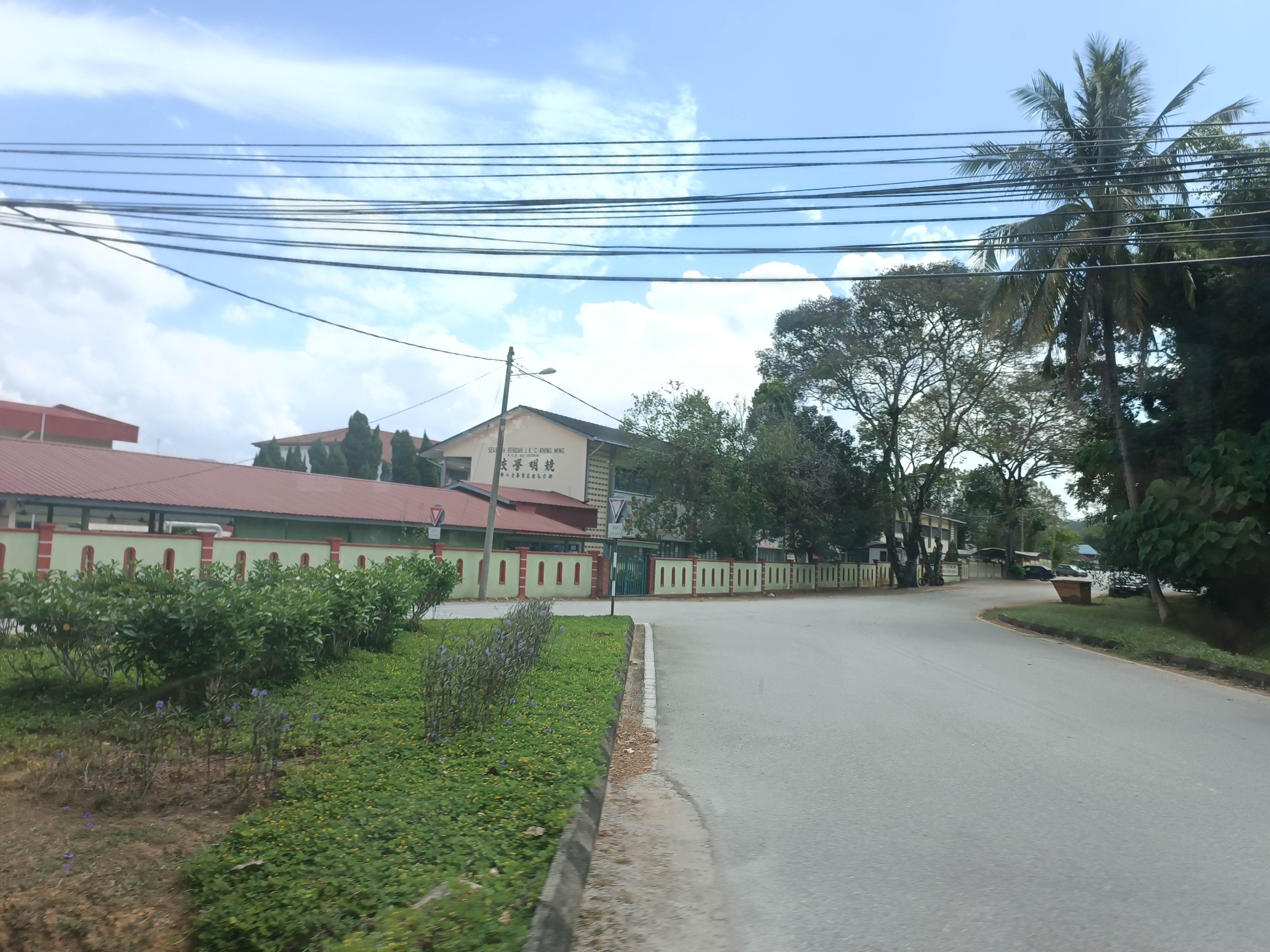
竞明华小

此镇有四间小学和四间中学，现今大部分华裔学生都就读于竞明华小。

### 学校
- 竞明华文小学(SJKC Khing Ming)
- 新古毛国民小学(SK Kuala Kubu Bharu)
- 新古毛第二国民小学(SK Kuala Kubu Bharu 2)
- 新古毛淡米尔小学(SJKT Kuala Kubu Bharu)
- 旧古毛国民中学(SMK Ampang Pechah)
- 新古毛国民中学(SMK Kuala Kubu Bharu)
- 拿督哈芝卡玛鲁丁国民中学(SMK Dato Haji Kamaruddin)
- 新古毛宿舍学校(MRSM Kuala Kubu Bharu)

## 交通

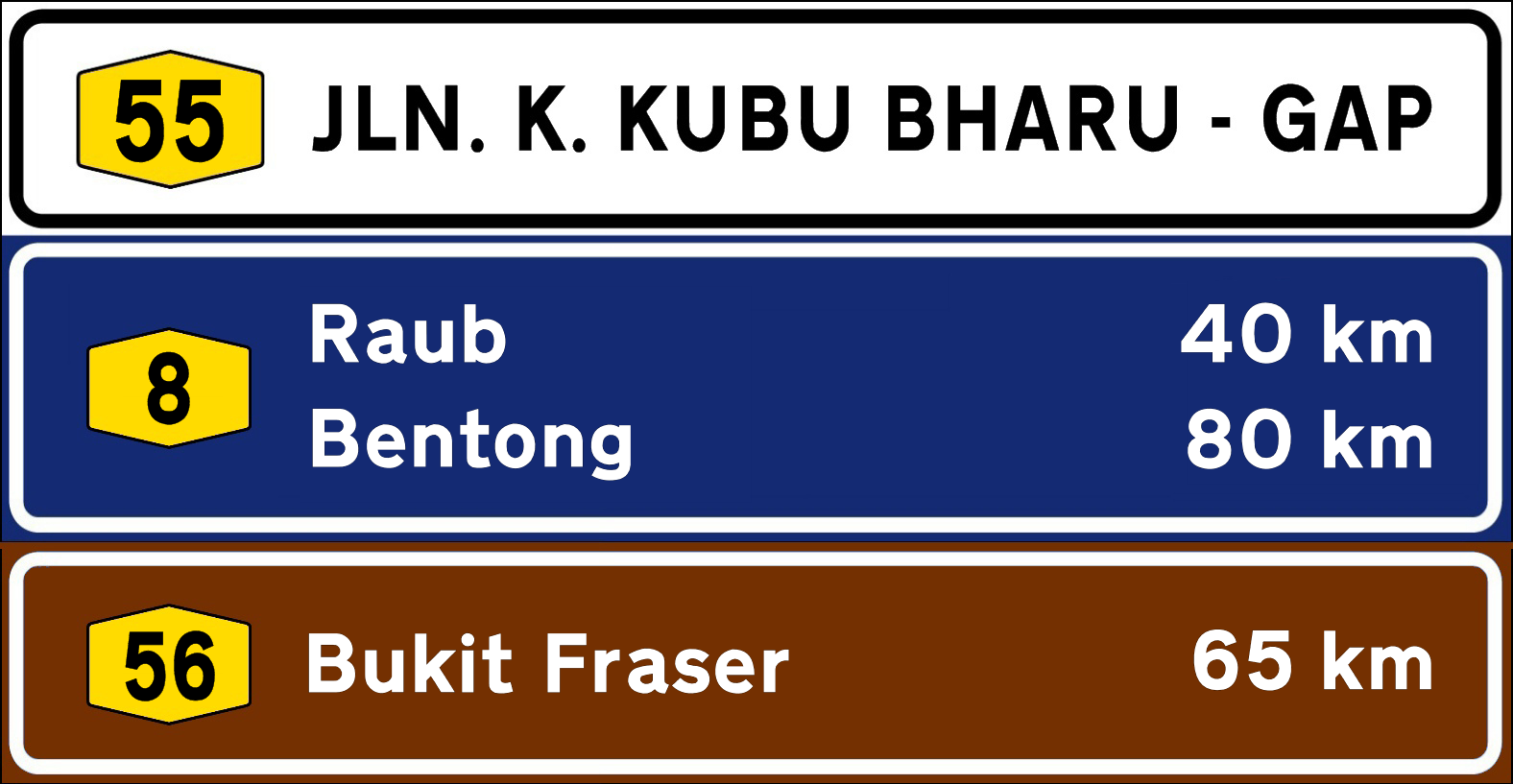
新古毛路牌

新古毛靠近联邦公路1号和联邦公路55号的交界处。联邦公路55号也是前往福隆港（Fraser's Hill）和劳勿的必经之路。

### 铁路
KTM通勤铁路（KTM Komuter）在新古毛设有通勤铁路服务。 KA14 新古毛站于1894年建立，可通过此车站至吉隆坡中央车站、北海站、新山中央车站等地。此外，这里也是KTM电动列车服务（ETS）和KTM城际铁路（Intercity）的停靠站。

## 景点
- 新古毛历史博物馆
- 雪兰莪河水坝

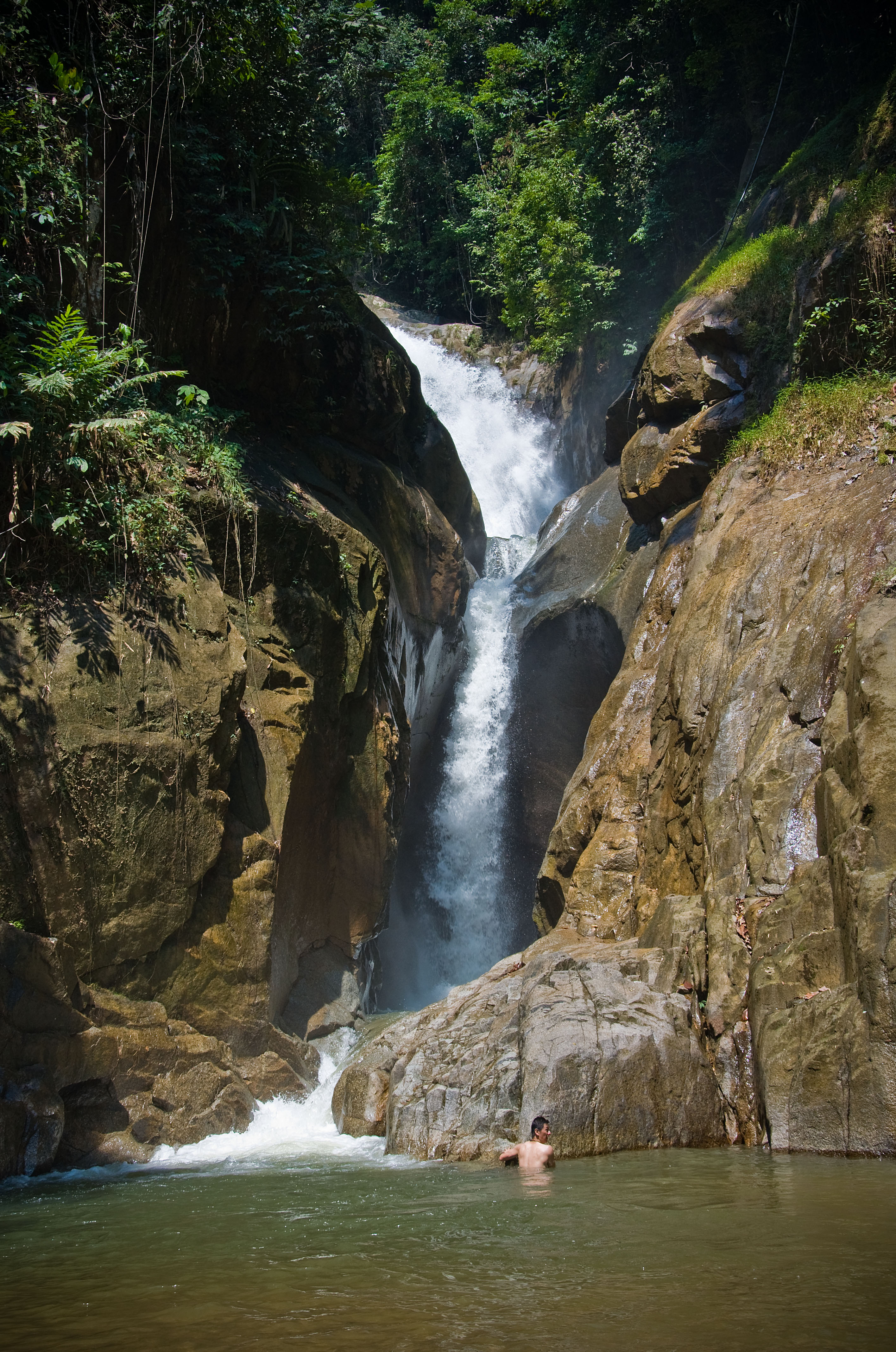
新古毛瀑布

- 吉令瀑布（Chilling Waterfall）
- 千禧年体育场（可进行滑翔伞活动）

## 政治
新古毛属于乌鲁雪兰莪国会议席，该议席在马来西亚下议院的代表为来自国盟伊斯兰党的哈斯尼占哈伦。
同时，新古毛属于新古毛州议席，该议席在雪兰莪州议会的代表为来自希盟行动党的彭小桃。